# American Beauty
Pour l'album du Grateful Dead, voir American Beauty (album).
Pour le film américain sorti en 1927, voir Chiffons.
Pour plus de détails, voir Fiche technique et Distribution.
American Beauty ou Beauté américaine est un film américain dramatique réalisé par Sam Mendes, sorti en 1999.
Écrit par Alan Ball, le film raconte l'histoire de la famille Burnham, banale et parfaite au premier abord, mais qui va se déchirer. Le scénario est centré sur le père de famille, Lester, dans la crise de la quarantaine attiré par Angela, la meilleure amie de sa fille. De son côté Carolyn, sa femme, commence à le tromper.
Diffusé en Amérique du Nord dès le 15 septembre 1999, American Beauty reçoit de bonnes critiques de la presse et des spectateurs. Il réalise plus de 356 millions de dollars au box-office. Le film est nommé pour des récompenses à plusieurs reprises, et reçoit notamment l'Oscar du meilleur film en 2000.

## Synopsis
Lester Burnham, un cadre d'âge moyen vivant en banlieue, déteste son travail et est malheureux en ménage avec Carolyn, une agente immobilière ambitieuse et névrosée. Leur fille de 16 ans, Jane, déteste ses parents et manque d'estime de soi. Frank Fitts, ancien colonel de l'US Marine Corps, sa femme Barbara, presque catatonique, et leur fils adolescent Ricky emménagent la maison à côté. Ricky documente le monde qui l'entoure à l'aide d'un caméscope, recueillant des enregistrements sur cassette dans sa chambre, tout en utilisant ses emplois de traiteur à temps partiel comme couverture pour vendre du cannabis. Frank, qui applique une discipline stricte et abusive, a déjà envoyé Ricky dans un hôpital psychiatrique et dans une école militaire. Le couple homosexuel Jim Olmeyer et Jim Berkley, également voisins des Burnham, accueillent la famille Fitts, ce qui met Frank, homophobe, en colère.
Les parents de Jane viennent la voir lors d'un match de basket-ball de l'école, où elle participe à un numéro de pom-pom girl. Durant le spectacle, Lester remarque Angela, l'amie de Jane, et tombe sous son charme. Il commence à avoir des fantasmes sexuels sur elle, dans lesquels les pétales de roses rouges sont un motif récurrent. Carolyn entame une liaison avec Buddy Kane, un rival marié dans le domaine de l'immobilier. Lester est informé par Brad Dupree, son supérieur, qu'il va être licencié. Alors qu'il doit décrire l'importance de son poste dans l'entreprise, il rédige une lettre injurieuse sur la société, mais fait chanter son patron pour qu'il lui accorde une généreuse indemnité de départ. Lester commence alors à travailler au fast-food Mr. Smiley's. Il achète également la voiture de ses rêves, une Pontiac Firebird de 1970, et commence à faire de la musculation après avoir entendu Angela taquiner Jane en lui disant qu'elle coucherait avec Lester s'il améliorait son physique. Il commence à fumer le cannabis fourni par Ricky, et flirte avec Angela. L'amitié entre les deux filles s'effrite lorsque Jane entame une relation avec Ricky, que Angela trouve étrange.
Lester découvre l'infidélité de Carolyn lorsqu'elle commande un repas avec Buddy chez Mr. Smiley's. Buddy, craignant un divorce coûteux, met fin à leur liaison, tandis que Carolyn est humiliée et simultanément frustrée par son manque de succès professionnel. Frank, soupçonneux de l'amitié entre Lester et Ricky, voit Lester acheter de la drogue à Ricky, mais un quiproquo lui fait croire qu'ils ont des relations sexuelles. Quand il rentre, il accuse violemment son fils d'être homosexuel et le jette dehors. Ricky fait de faux aveux, dit adieu à sa mère, et sort de la maison. Carolyn, assise dans sa voiture, sort un pistolet de la boîte à gants en criant qu'elle refuse d'être une victime. À la maison, Angela se dispute avec Jane au sujet de son intérêt sexuel qu'elle a pour son père, lorsque Ricky les interrompt pour demander à Jane de partir avec lui pour New York. Il traite Angela d'ennuyeuse, laide et ordinaire.
Alors que Lester fait des tractions seul dans son garage, il aperçoit Frank, sous la pluie dans son allée. Il lui ouvre la porte, Frank s'approche timidement de Lester, puis s'effondre en le serrant dans ses bras en larmes. Lester commence à réconforter Frank jusqu'à ce que ce dernier tente de l'embrasser, mais Lester le repousse, stupéfait. En remontant pour prendre une bière, Lester trouve Angela seule dans le salon et la console, la qualifiant de belle et tout sauf ordinaire. Quand ils se demandent mutuellement ce qu'ils veulent, Angela dit qu'elle ne sait pas, et Lester dit qu'il l'a toujours voulue. Alors qu'il commence à la déshabiller sur le canapé, elle avoue sa virginité. Lester réalise que ses prétentions d'expérience sexuelle étaient feintes, et il ne peut pas continuer. Il la réconforte alors qu'ils partagent leurs frustrations. Angela va à la salle de bains alors que Lester sourit à une photographie de sa famille, quand une figure invisible tire sur Lester à bout portant à l'arrière de la tête.
Ricky et Jane découvrent le corps de Lester. Dans le dressing principal, Carolyn jette son arme et étreint avec tristesse les vêtements de Lester. Frank, ensanglanté, rentre chez lui, une arme manquante dans sa collection. La narration de clôture de Lester décrit des expériences significatives de sa vie, pour lesquelles il exprime sa gratitude. Malgré sa mort, il dit être heureux qu'il y ait encore tant de beauté dans le monde.

## Fiche technique
Sauf indication contraire, les informations mentionnées dans cette section peuvent être confirmées par les bases de données cinématographiques IMDb et Allociné,  présentes dans la section « Liens externes ».
- Titre original et français : American Beauty
- Titre québécois : Beauté américaine[1]
- Réalisation : Sam Mendes
- Scénario : Alan Ball
- Musique : Thomas Newman
- Direction artistique : David Lazan
- Décors : Naomi Shohan
- Costumes : Julie Weiss
- Photographie : Conrad L. Hall
- Son : Bob Beemer, Noyan Cosarer, Scott Martin Gershin, Scott Millan, Richard Van Dyke
- Montage : Tariq Anwar et Christopher Greenbury
- Production : Bruce Cohen et Dan Jinks
  - Coproduction : Alan Ball et Stan Wlodkowski
- Sociétés de production : Jinks/Cohen Company, présenté par Dreamworks Pictures
- Sociétés de distribution : DreamWorks Distribution (États-Unis) ; United International Pictures (France, Belgique, Suisse romande)
- Budget : 12,5 millions de $[2] ; 15 millions de $[3]
- Pays de production :  États-Unis
- Langue originale : anglais
- Format : couleur (Technicolor / DeLuxe) — 35 mm — 2,39:1 (Panavision) — son DTS / Dolby Digital / SDDS / Dolby
- Genre : drame
- Durée : 122 minutes
- Dates de sortie[4] :
  - États-Unis, Québec : 1er octobre 1999[1]
  - France, Belgique, Suisse romande : 2 février 2000[5],[6],[7]
- Classification :
  - États-Unis : les enfants de moins de 17 ans doivent être accompagnés d'un adulte (R – Restricted)[N 1]
  - France : tous publics[8]
  - Belgique : tous publics (Alle Leeftijden)[6]
  - Suisse romande : interdit aux moins de 16 ans[9]
  - Québec : 13 ans et plus (13+ / 13 years and over)[1]

## Distribution

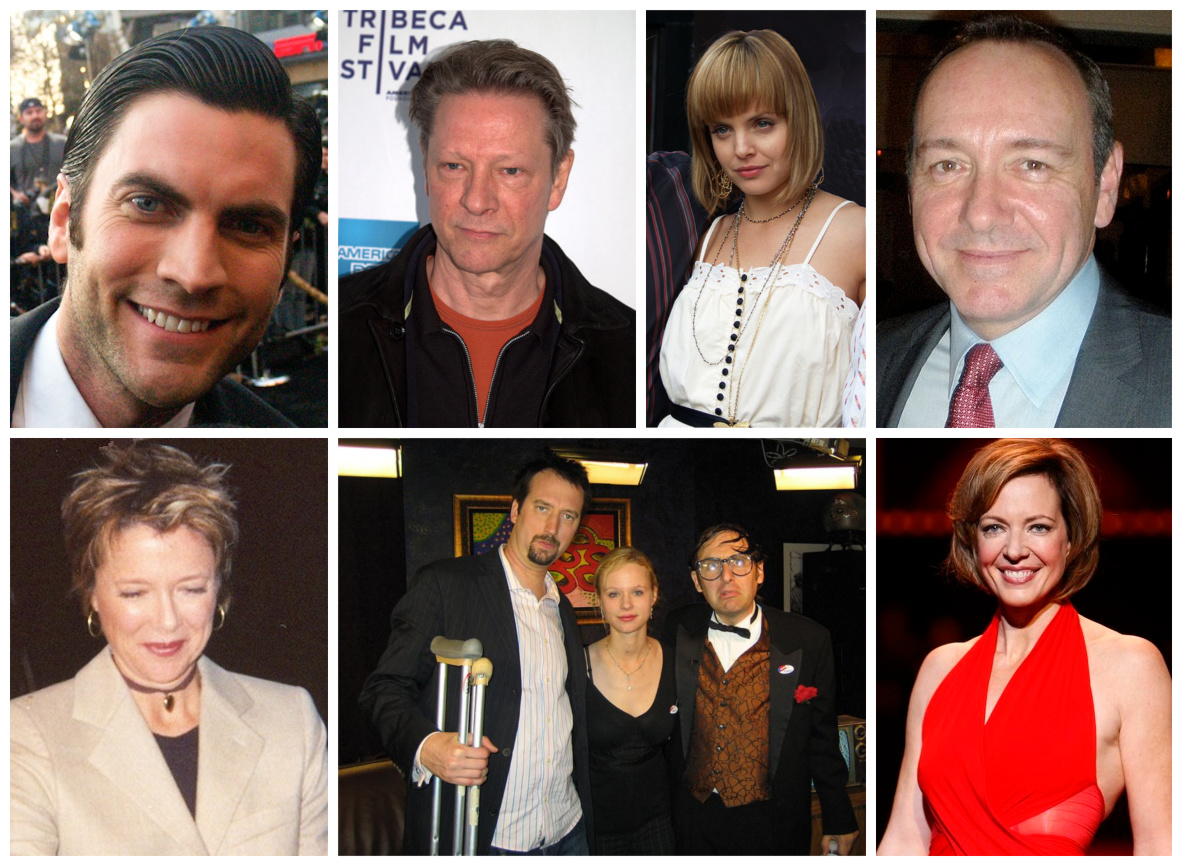
Acteurs principaux de American Beauty : Wes Bentley, Chris Cooper, Mena Suvari, Kevin Spacey, Annette Bening, Thora Birch et Allison Janney.

- Kevin Spacey (VF : Bernard Métraux) : Lester Burnham, le père
- Annette Bening (VF : Josiane Pinson) : Carolyn Burnham, la mère
- Thora Birch (VF : Véronique Desmadryl) : Jane Burnham, la jeune fille
- Wes Bentley (VF : Damien Boisseau) : Ricky Fitts, le fils des voisins
- Mena Suvari (VF : Sybille Tureau) : Angela Hayes, la copine de Jane
- Peter Gallagher (VF : Emmanuel Jacomy) : Buddy Kane, l'amant de Carolyn
- Chris Cooper (VF : Patrick Floersheim) : colonel Frank Fitts, le voisin de la famille Burnham
- Allison Janney : Barbara Fitts, la voisine de la famille Burnham
- Scott Bakula (VF : Guy Chapellier) : Jim Olmeyer
- Sam Robards (VF : Bernard Lanneau) : Jim Berkley
- Barry Del Sherman (VF : Pierre Laurent) : Brad Dupree
- Marissa Jaret Winokur (VF : Maik Darah)  : Janine, la femme au drive de Mr Smiley

Sources et légende : Version française (VF) sur RS Doublage et AlloDoublage

## Production

### Genèse et développement
Alan Ball commence à écrire American Beauty sous forme de pièce de théâtre au début des années 1990, en partie inspiré par le cirque médiatique qui entoure le procès d'Amy Fisher en 1992. Il met cependant de côté l'idée d'une pièce après avoir pensé que l'histoire ne fonctionnerait pas sur scène. Après avoir passé les années suivantes à écrire pour la télévision, Ball relance l'idée en 1997 en tentant de rencontrer un succès dans l'industrie cinématographique, après plusieurs années frustrantes à écrire pour les sitcoms télévisés Une maman formidable et Cybill. Il rejoint l'United Talent Agency, où son représentant, Andrew Cannava, lui suggère d'écrire un scénario spécifique pour « [se] réintroduire dans la ville en tant que scénariste ». Ball présente trois idées à Cannava : deux comédies romantiques conventionnelles et le projet du futur American Beauty, qui s'appelle à ce moment American Rose. Malgré l'absence d'un concept facilement commercialisable, Cannava choisi American Beauty, sentant que le projet est celui pour lequel Ball a le plus de passion.
American Beauty suscite alors l'intérêt de plusieurs sociétés de production, ce qui ne manque pas d'étonner Ball qui ne s'attendait pas à vendre le script, pensant qu'il servirait davantage de « carte de visite ». Cannava transmet le script à plusieurs producteurs, dont Dan Jinks et Bruce Cohen, qui le présentent à DreamWorks SKG. Avec l'aide des exécutifs Glenn Williamson, Bob Cooper, et Steven Spielberg en tant que partenaire du studio, Ball est convaincu de développer le projet chez DreamWorks. Bien que le studio soit connu pour ses œuvres plus « conventionnelles », DreamWorks s'engage à laisser libre court à Ball, qui prévient qu'il ne « lisserait pas les bords » de son scénario. Dans une démarche inhabituelle, DreamWorks décide de ne pas optionner le script, au lieu de cela, en avril 1998, le studio l'achète directement pour 250 000 $, surpassant Searchlight Pictures, October Films, Metro-Goldwyn-Mayer et Lakeshore Entertainment. À ce stade, DreamWorks prévoit un budget pour faire le film de 6 à 8 millions de dollars.

### Attribution des rôles
Pour le rôle de Lester Burnham, de nombreux acteurs furent pressentis comme Chevy Chase, Kevin Costner, Jeff Daniels, Woody Harrelson, John Travolta et Bruce Willis.
Kirsten Dunst a aussi fait partie du casting pour le rôle d'Angela. En revanche, elle a refusé le rôle, ne voulant pas apparaître dans une scène à caractère sexuel ni avoir à embrasser Kevin Spacey, l'acteur principal du film. Plus tard, elle justifie son choix : « Quand j'ai lu le script, j'avais 15 ans et ne pense pas l'avoir compris complètement »[réf. nécessaire]. D'autres actrices comme Sarah Michelle Gellar, Kate Hudson et Majandra Delfino ont auditionné pour le rôle.
Pour le rôle de Jane Burnham, Jessica Biel était engagée mais finit par abandonner à cause de conflits avec le producteur Aaron Spelling. Leelee Sobieski a également auditionné pour ce même rôle.
Pour le rôle de Ricky Fitts, les premiers choix furent Jake Gyllenhaal et Seth Green.

### Tournage
Le tournage s'est déroulé du 14 décembre 1998 au 25 février 1999, notamment à Long Beach, Los Angeles (au Warner Bros. Ranch), Sacramento et Torrance,.

### Musique

#### Music from the Original Motion Picture Soundtrack
La musique originale du film est composée par Thomas Newman. Cependant, DreamWorks Records commercialise en premier un album de chansons entendues dans le film, avec seulement deux compositions de Thomas Newman. Cet album, commercialisé en novembre 1999, sera nommé dans la catégorie meilleure compilation-bande originale pour un média visuel (Grammy Award for Best Compilation Soundtrack for Visual Media) en 2000.
Liste des titres
1. Dead Already – Thomas Newman
2. Because – Elliott Smith
3. Free to Go – The Folk Implosion
4. All Right Now – Free
5. Use Me – Bill Withers
6. Cancer for the Cure – Eels
7. The Seeker – The Who
8. Don't Rain on My Parade – Bobby Darin
9. Open the Door – Betty Carter
10. We Haven't Turned Around – Gomez
11. Bali Ha'i – Peggy Lee
12. Any Other Name – Thomas Newman

#### Original Motion Picture Score
Toutes les chansons sont écrites et composées par Thomas Newman.
| 1.  | Dead Already             | 3:17 |
| 2.  | Arose                    | 1:05 |
| 3.  | Power of Denial          | 1:43 |
| 4.  | Lunch with the King      | 2:26 |
| 5.  | Mental Boy               | 1:43 |
| 6.  | Mr. Smarty Man           | 1:10 |
| 7.  | Root Beer                | 1:07 |
| 8.  | American Beauty          | 3:06 |
| 9.  | Bloodless Freak          | 1:38 |
| 10. | Choking the Bishop       | 1:53 |
| 11. | Weirdest Home Videos     | 2:03 |
| 12. | Structure and Discipline | 3:06 |
| 13. | Spartanette              | 0:59 |
| 14. | Angela Undress           | 1:43 |
| 15. | Marine                   | 1:34 |
| 16. | Walk Home                | 1:19 |
| 17. | Blood Red                | 0:37 |
| 18. | Any Other Name           | 4:09 |
| 19. | Still Dead               | 2:46 |

## Accueil

### Accueil critique
Lors du Festival International du Film de Toronto, American Beauty a la meilleure réception. Le film reçoit globalement de bonnes critiques. Sur l'agrégateur américain Rotten Tomatoes, il récolte 87 % d'opinions favorables pour une notation moyenne de 8,2⁄10 pour 190 critiques. Sur Metacritic, American Beauty obtient une moyenne de 84⁄100, pour 34 critiques.
En France, le film est également plutôt bien accueilli. Il totalise ainsi une moyenne de 3,9⁄5 sur le site Allociné, qui recense 28 titres de presse.

### Box-office
| Pays ou région    | Box-office        | Date d'arrêt du box-office | Nombre de semaines |
| ----------------- | ----------------- | -------------------------- | ------------------ |
| États-Unis Canada | 130 096 601 $     | 1er juin 2000              | 37                 |
| France            | 3 001 844 entrées | 17 mai 2000                | 16                 |
| Mondial           | 356 296 601 $     | -                          | -                  |

## Distinctions principales
- Oscars 2000
  - Oscar du meilleur film
  - Oscar du meilleur réalisateur pour Sam Mendes
  - Oscar du meilleur acteur pour Kevin Spacey
  - Oscar du meilleur scénario original pour Alan Ball
  - Oscar de la meilleure photographie pour Conrad Hall
  - Nomination pour l'Oscar de la meilleure actrice pour Annette Bening
  - Nomination pour l'Oscar du meilleur montage pour Tariq Anwar
  - Nomination pour l'Oscar de la meilleure musique de film pour Thomas Newman
- Golden Globes 2000
  - Golden Globe du meilleur film dramatique
  - Golden Globe du meilleur réalisateur pour Sam Mendes
  - Golden Globe du meilleur scénario pour Alan Ball
  - Nomination pour le Golden Globe de la meilleure actrice dans un film dramatique pour Annette Bening
  - Nomination pour le Golden Globe de la meilleure musique de film pour Thomas Newman
  - Nomination pour le Golden Globe du meilleur acteur dans un film dramatique pour Kevin Spacey
- Screen Actors Guild Awards 2000
  - Screen Actors Guild Award du meilleur acteur pour Kevin Spacey
  - Screen Actors Guild Award de la meilleure actrice pour Annette Bening
  - Screen Actors Guild Award de la meilleure distribution
  - Nomination pour le Screen Actors Guild Award du meilleur acteur dans un second rôle pour Chris Cooper
- BAFTA Awards 2000
  - British Academy Film Award du meilleur film
  - British Academy Film Award du meilleur acteur pour Kevin Spacey
  - British Academy Film Award de la meilleure actrice pour Annette Bening
  - British Academy Film Award du meilleur montage pour Christopher Greenbury
  - British Academy Film Award de la meilleure photographie pour Conrad L. Hall
  - British Academy Film Award de la meilleure musique de film pour Thomas Newman
  - Nomination pour le British Academy Film Award du meilleur réalisateur pour Sam Mendes
  - Nomination pour le British Academy Film Award du meilleur acteur dans un second rôle pour Wes Bentley
  - Nomination pour le British Academy Film Award de la meilleure actrice dans un second rôle pour Thora Birch et Mena Suvari
  - Nomination pour le British Academy Film Award du meilleur scénario original pour Alan Ball
  - Nomination pour le British Academy Film Award du meilleur son pour Scott Martin Gershin, Scott Millan, Bob Beemer et Richard Van Dyke
  - Nomination pour le British Academy Film Award de la meilleure direction artistique pour Naomi Shohan
  - Nomination pour le British Academy Film Award des meilleurs maquillages et coiffures pour Tania McComas et Carol A O'Connell
- Union de la critique de cinéma 2001
  - Nomination pour le Grand Prix
- César 2001
  - Nomination pour le César du meilleur film étranger
- Prix David di Donatello 2000
  - Nomination pour le prix David di Donatello du meilleur film étranger
- Grammy Awards 2001
  - Grammy Award de la meilleure bande originale

## Éditions en vidéo
En France, le film American Beauty est sorti en DVD le 5 décembre 2000. Par la suite, le film est ressorti à deux reprises en DVD le 3 août 2006 et le 13 mai 2008, puis en Blu-ray le 9 mai 2012. Le film est également sorti en VOD le 15 octobre 2017.

## Analyse

### Thèmes et interprétations
Les experts et les universitaires proposent de nombreuses lectures possibles d'American Beauty, les critiques de cinéma sont également divisés sur leurs interprétations. Décrit par beaucoup comme portant sur « le sens de la vie » ou « l'existence creuse des banlieues américaines », le film résiste à une catégorisation précise, même par les cinéastes. Mendes est indécis, affirmant que le scénario semblait parler de quelque chose de différent à chaque fois qu'il le lisait : « une histoire mystérieuse, un voyage kaléidoscopique à travers la banlieue américaine, une série d'histoires d'amour ; [et] la beauté. C'était drôle, c'était violent, triste »,.
Le critique littéraire et auteur Wayne Booth conclut que le film résiste à toute interprétation : « [American Beauty] ne peut pas être résumé de manière adéquate par « voici une satire de ce qui ne va pas dans la vie américaine » ; cela minimise la célébration de la beauté. Il est plus tentant de le résumer comme « un portrait de la beauté qui se cache derrière les misères et les méfaits américains », mais cela minimise les scènes de cruauté et d'horreur, ainsi que le dégoût de Ball pour les mœurs. Il ne peut être résumé ni par les déclarations philosophiques de Lester ni de Ricky sur ce que représente la vie ni sur la manière dont on devrait vivre ». Il soutient que le problème de l'interprétation du film est lié à celui de trouver son fondement, et qu'American Beauty n'est pas l'œuvre de Mendes ou de Alan Ball seuls. Bien que Sam Mendes considère que l'écriture du film soit entièrement celle de Ball et que l'écrivain soit « fortement influent » sur le plateau durant la production, il doit souvent accepter les écarts par rapport à sa vision, en particulier ceux qui ont transformé le ton cynique de son scénario vers quelque chose de plus optimiste. Avec « d'innombrables voix s'immisçant dans celle de l'auteur original », dit Booth, ceux qui interprètent American Beauty « ont oublié de sonder le centre insaisissable ». Selon Booth, le véritable contrôleur du film est l'énergie créatrice « que des centaines de personnes ont mise dans sa production, étant d'accord et en désaccord, insérant et coupant »,.

#### Emprisonnement de Lester
Sam Mendes qualifie American Beauty de film sur le rite de passage, traitant de l'emprisonnement et de l'évasion. La monotonie de l'existence de Lester est établie à travers son lieu de travail terne et sans caractère. Au début du film, lorsqu'il se masturbe dans sa douche, sa cabine évoque une cellule de prison. Ce plan est le premier d'une série où Lester semble confiné derrière des barreaux ou à l'intérieur de cadres, comme lorsqu'il est reflété derrière des colonnes de chiffres sur son écran d'ordinateur.
L'universitaire et auteur Jody W. Pennington soutient que le parcours de Lester est le centre de l'histoire. Son réveil sexuel en rencontrant Angela est le premier de plusieurs tournants alors qu'il commence à « [se débarrasser] des responsabilités de la vie confortable qu'il a fini par mépriser »,. Après avoir partagé un joint avec Ricky, son esprit est libéré et il commence à se rebeller contre Carolyn. Changé par la « confiance attrayante et profonde » de Ricky, il est convaincu qu'Angela est accessible et réalise qu'il doit remettre en question son « existence banale, engourdissante, suburbaine et matérialiste » ; il prend un emploi dans un fast-food, ce qui lui permet de régresser à un moment où il peut « voir toute sa vie devant lui »,.
Lorsque Lester est surpris en train de se masturber dans le lit conjugal, sa réplique en colère sur leur manque d'intimité est la première fois qu'il exprime à haute voix ce qu'il pense de Carolyn. En confrontant le problème, il essaie de « retrouver une voix dans un foyer qui [ne respecte] que les voix de la mère et de la fille ». Son dernier tournant survient lorsqu'il est sur le point d'avoir des relations sexuelles avec Angela ; après qu'elle avoue sa virginité, il ne la considère plus comme un objet sexuel, mais comme une fille. Il la serre contre lui et la « protège ». Mendes qualifie cette scène de « la fin la plus satisfaisante du parcours [de Lester] qui aurait pu être possible ». Avec ces scènes finales, Mendes a l'intention de le montrer à la fin d'une « quête mythique ». Après que Lester prenne la bière dans le réfrigérateur, la caméra se rapproche de lui, puis s'arrête face à un couloir qu'il parcourt « pour rencontrer son destin ». Ayant commencé à agir à nouveau selon son âge, Lester trouve une clôture. Alors qu'il sourit à une photo de famille, la caméra se déplace lentement de Lester vers le mur de la cuisine, sur lequel des éclaboussures de sang apparaissent au son du coup de feu ; le mouvement lent reflète la tranquillité de sa mort. Son corps est découvert en premier par Jane et Ricky, Mendes déclare que le regard de Ricky dans les yeux morts de Lester est « l'aboutissement du thème » du film : que la beauté se trouve là où on l'attend le moins.

#### Beauté et conformisme
À l'instar d'autres films américains sortis en 1999, tels que Fight Club, À tombeau ouvert et Magnolia, American Beauty instruit son public à « [mener] des vies plus significatives ». Le film plaide en faveur du non-conformisme, mais ne nie pas que les gens en ont besoin et en veulent. Jim et Jim, les autres voisins des Burnham, sont une satire du « couple gay bourgeois », qui « [sont] dans une similitude engourdissante » que le film critique chez les couples hétérosexuels. L'académique et auteure féministe Sally R. Munt soutient qu'American Beauty utilise ses aspects « cinéma d'art et d'essai » pour diriger son message de non-conformisme principalement vers les classes moyennes, et que cette approche est un « cliché de la préoccupation bourgeoise, [... le prémisse sous-jacent étant que le luxe de trouver un soi individuel à travers le déni et la renonciation est toujours accessible à ceux qui sont assez riches pour choisir, et assez rusés pour se présenter de manière sympathique en tant que rebelle ».
Le professeur Roy M. Anker soutient que le centre thématique du film est son appel au public à « regarder de plus près ». La scène d'ouverture du film combine un point de vue inhabituel sur le quartier des Burnham avec l'aveu narratif de Lester selon lequel c'est la dernière année de sa vie, forçant le public à réfléchir à sa propre mortalité et à la beauté qui l'entoure. Ce choix scénaristique pose également une série pistes de réflexions, Anker demande, « de quel endroit exactement, et de quel état d'être, raconte-t-il cette histoire ? S'il est déjà mort, pourquoi se soucier de ce qu'il souhaite raconter sur sa dernière année de vie ? Il y a aussi la question de la manière dont Lester est mort — ou mourra ». Anker estime que la scène précédente, la discussion de Jane avec Ricky sur la possibilité qu'il tue son père, ajoute encore plus de mystère autour de sa future mort.
La professeure Ann C. Hall apporte une autre vision de la scène d'introduction, selon elle, en présentant une résolution précoce du mystère, le film permet au public de le mettre de côté « pour regarder le film et ses questions philosophiques ». À travers cet examen de la vie, de la renaissance et de la mort de Lester, American Beauty satire les notions américaines de la classe moyenne sur le sens, la beauté et la satisfaction. Même la transformation de Lester ne se produit que grâce à la possibilité d'avoir des relations sexuelles avec Angela, il reste donc un « adepte volontaire de l'exaltation des médias populaires de la sexualité masculine pubère en tant que voie sensée vers l'intégrité personnelle »,. Carolyn est également motivée par des visions conventionnelles du bonheur : sa croyance dans le bonheur domestique de la belle maison, sa voiture et sa tenue de jardinage, le domaine de Carolyn est une « vision américaine séduisante des années 2000 [...] ou d'Éden »,. Les Burnham ignorent qu'ils sont « philosophiquement matérialistes, et éthiquement des consommateurs dévoués » qui s'attendent à ce que les « rudiments de la beauté américaine » leur apportent le bonheur. Anker soutient « ils sont impuissants face aux stéréotypes économiques et sexuels embellis […] qu'eux et leur culture ont désignés pour leur salut »,.

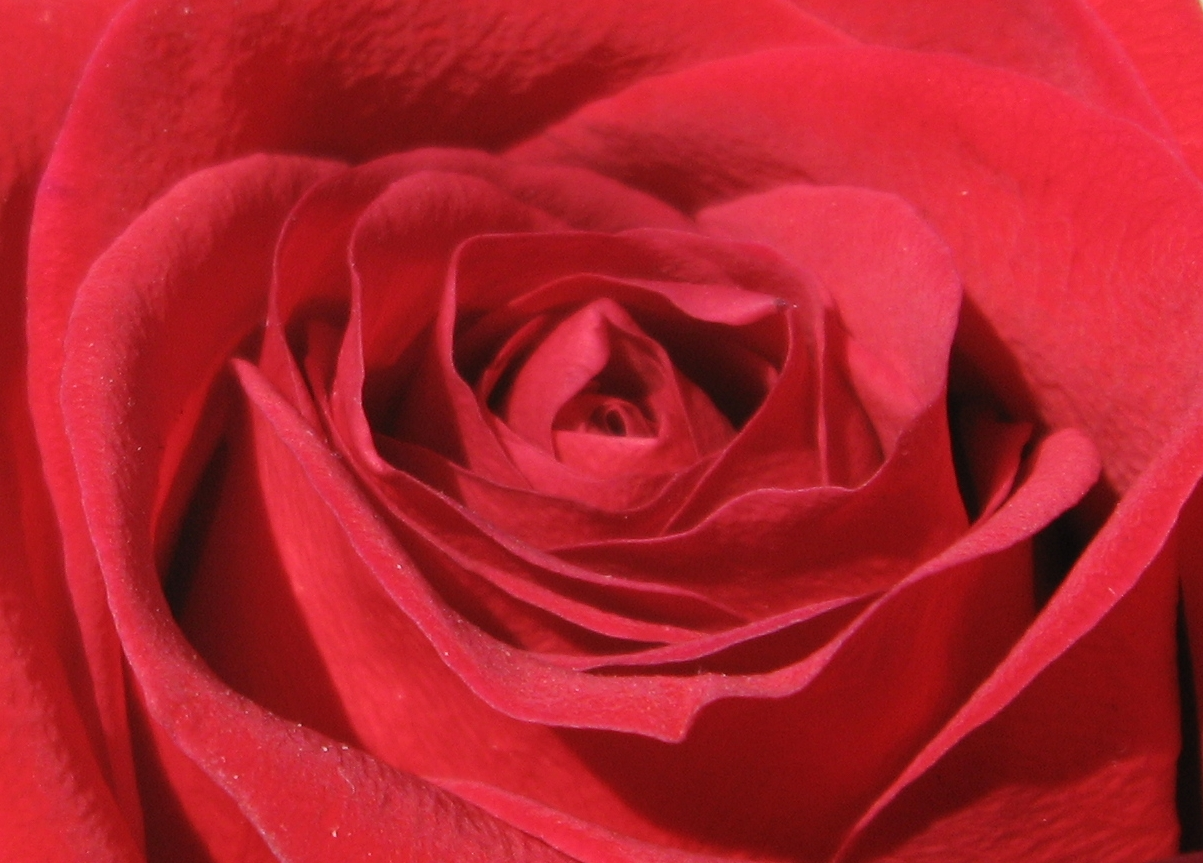
Dans American Beauty, les roses et la couleur rouge sont des éléments centraux des thématiques du film.

Selon Patti Bellantoni, les couleurs sont utilisées symboliquement tout au long du film, mais aucune ne l'est plus que le rouge, qui est une signature thématique importante qui anime l'histoire et « [définit] l'évolution de Lester ». D'abord vu dans des couleurs ternes qui reflètent sa passivité, Lester s'entoure de rouge alors qu'il retrouve son individualité. La Pontiac Firebird qu'il s'achète est égalent de couleur rouge. La rose « American Beauty » est utilisée à plusieurs reprises comme symbole : lorsque Lester fantasme sur Angela, elle est généralement nue et entourée de pétales de rose. Dans ces scènes, la rose symbolise le désir de Lester pour elle. Lorsqu'elle est associée à Carolyn, la rose représente une « façade du succès suburbain »,. Les roses sont incluses dans presque chaque plan à l'intérieur de la maison des Burnham, où elles signifient « un masque couvrant une réalité morne et laide ». Elle coupe les roses et les met dans des vases, où elles ornent sa « vision mercantile de ce qui fait la beauté » et commencent à faner. Les roses dans le vase de la scène de séduction entre Angela et Lester symbolisent la vie précédente de Lester et Carolyn, la caméra se rapproche à mesure que Lester et Angela se rapprochent, retirant enfin les roses — et donc Carolyn — du plan. L'utilisation constante du rouge « endort [le public] subliminalement » pour s'y habituer, par conséquent, cela laisse le public au dépourvu lorsque Lester est abattu et que son sang éclabousse le mur.
Presque la totalité des personnages du film ne font que jouer un rôle pour masquer leur mal-être, et renvoyer une bonne image d'eux-mêmes. Frank est violent avec son fils et ses voisins pour refouler son homosexualité, Carolyn soigne sa tenue pour jardiner dehors, et Angela ment sur ses fausses expériences sexuelles. Lester, après sa rencontre avec Angela, est le seul qui commence à assumer ses envies et ses pensés, bien que son changement d'hygiène de vie se traduise également par un besoin de renvoyer une bonne image de lui.

#### Sexualité et répression
Pennington soutient que American Beauty définit ses personnages à travers leur sexualité. Les tentatives de Lester de revivre sa jeunesse sont le résultat direct de son désir pour Angela, et l'état de sa relation avec Carolyn est en partie révélé par leur manque de contact sexuel. Également frustrée sexuellement, Carolyn a une liaison qui la transforme de « perfectionniste froide » en une âme plus insouciante qui « [chante] joyeusement » dans sa voiture. Jane et Angela font constamment référence au sexe, à travers les descriptions d'Angela de ses prétendues rencontres sexuelles et la manière dont les filles se parlent. Leurs scènes nues sont utilisées pour communiquer leur vulnérabilité. À la fin du film, l'emprise d'Angela sur Jane s'est affaiblie jusqu'à ce que le seul pouvoir qu'elle ait sur son amie soit l'attirance de Lester pour elle.
Avec d'autres films de la fin des années 1990, tels que Fight Club, En compagnie des hommes, American Psycho et Boys Don't Cry, American Beauty « soulève la question plus large et largement explorée de la masculinité en crise ». Le professeur Vincent Hausmann affirme que, en renforçant la masculinité « contre les menaces posées par la guerre, par la société de consommation, et par les défis féministes et queer », ces films présentent un besoin de « se concentrer sur, voire de privilégier » des aspects de la virilité « jugés déviants ». La transformation de Lester exprime « qu'il, et non la femme, a supporté le poids de [l'absence] » et qu'il ne tolérera pas d'être démasculinisé. Les tentatives de Lester de « renforcer la masculinité traditionnelle » entrent en conflit avec ses responsabilités de père. Bien que le film dépeigne positivement la façon dont Lester retrouve ce rôle, il ne devient pas « la figure hypermasculine implicitement célébrée dans des films comme Fight Club ». Hausmann conclut que le comportement de Lester envers Angela est « une étape malavisée mais presque nécessaire vers son retour en tant que père ».
Au début du film, le colonel Fitts réagit avec dégoût à sa rencontre avec Jim et Jim, et demande : « Comment ils osent se montrer en public ? », à quoi Ricky répond : « C'est ça toute la question. Ils ne voient pas en quoi ils font quelque chose de mal ». Pennington soutient que la réaction du colonel Fitts n'est pas homophobe, mais qu'il s'agit d'un « auto-interrogatoire angoissé »,. American Beauty examine comment la répression de l'homosexualité peut conduire à la violence. Le colonel Fitts a tellement honte de son homosexualité que cela le pousse à tuer Lester. Ball déclare : « le film traite en partie de la façon dont l'homophobie est basée sur la peur et la répression et sur ce que [nous] pouvons faire »,.